# آکاماتسو ماساهیده
آکاماتسو ماساهیده (به ژاپنی: 赤松政秀) سامورایی در دوره سن‌گوکو و صاحب قلعه تاتسونو در ولایت هاریما بود. پسر او سایمورا ماساهیرو (آکاماتسو هیروهیده) پس از او صاحب این قلعه شد.